# 1514 a tudományban
Az 1514. év a tudományban és a technikában.

## Események
- Santiago de Cuba alapítása

## Születések
- február 16. - Georg Joachim Rheticus matematikus, műszerész, tanár, térképész (1574).

## Halálozások
- Donato Bramante, olasz építész
- Hartmann Schedel, német térképész